# Ayuntamiento de la Ciudad Vieja (Bratislava)
El Ayuntamiento de la Ciudad Vieja (en eslovaco: Stará radnica, en húngaro: Régi városháza) es un complejo de edificios del siglo XIV en el casco antiguo de Bratislava, la capital de Eslovaquia. Es el ayuntamiento más antiguo del país y es uno de los edificios de piedra más antiguos que se conservan en Bratislava, ya que la torre se construyó aproximadamente en 1370. El ayuntamiento se creó en el siglo XV conectando tres casas urbanas, y luego pasó por varias reconstrucciones en el transcurso de los siglos.
Alberga el museo más antiguo de Bratislava, el Museo de la Ciudad de Bratislava, fundado en 1868, que presenta una exhibición de la historia de la ciudad y una exhibición de dispositivos de tortura. La perspectiva desde la parte superior de la torre del antiguo ayuntamiento ofrece una vista panorámica del casco antiguo de Bratislava y sus alrededores.

## Ubicación
El Antiguo Ayuntamiento está situado en el corazón de Bratislava, entre la Plaza Mayor y la plaza del Primado . Está junto a la iglesia de los jesuitas y cerca de las embajadas de Grecia y Japón. Es fácilmente reconocible por su colorido techo de tejas.

## Historia
Terminado en estilo gótico en el siglo XV, resultó de la unión de varios edificios: la casa de Jacobus con una torre, la casa de Pawer, la casa de Unger y el palacio Apponyi ( en eslovaco: Pawerov dom, Ungerov dom, Aponyiho palác, en húngaro: Pawer ház, Unger ház, Apponyi palota). El edificio principal adyacente a la torre y frente a la plaza principal fue construido por el alcalde de la ciudad Jacobus II (también llamado Jakab, Jakub ) en el siglo XIV, mientras que la torre (originalmente gótica) fue erigida a fines del siglo XIII. Las torres de piedra formaban parte de algunas casas medievales para proporcionar seguridad en caso de guerra o protección de la riqueza en caso de incendio. Aunque no se puede precisar la fecha exacta, los detalles de las ventanas góticas sugieren que se construyó aproximadamente en 1370. La planta baja de la torre era un metro más baja que el nivel actual de la calle. La torre fue reforzada y modificada varias veces a lo largo de los siglos siguientes; en un momento dado contaba con un reloj mecánico, una gran esfera que representaba las fases actuales de la luna y encima había campanas.
El Palacio Apponyi fue construido por el Conde György Apponyi, un noble húngaro y consejero del Rey, en el lugar de dos casas urbanas más antiguas en 1761-1762. El arquitecto es desconocido, pero la literatura más antigua atribuye el proyecto a F. A. Hildebrandt. De esta residencia representativa de la ciudad sólo se conservan dos alas: la occidental y la corta meridional. La planta baja era a la vez residencial y de almacenamiento. La escalera incluía esculturas barrocas de santos en piedra hasta la década de 1930. En la primera planta se encuentra el representativo piano nobile con decoraciones interiores rococlásicas conservadas. El segundo piso se utilizaba para el alojamiento de la familia Apponyi, los techos son más bajos aquí y las decoraciones de las paredes son menos elaboradas. El ático se utilizó para el alojamiento desde el siglo XVIII hasta la primera mitad del siglo XIX (era habitual que los visitantes de las coronaciones y otros eventos importantes durmieran en los áticos de las casas y palacios de la nobleza), hoy en día, las habitaciones de madera para dormir han sido retiradas. Hasta la segunda mitad del siglo XIX, el palacio contaba con otras dos alas en torno a un patio de forma trapezoidal, utilizadas por la servidumbre.
Más tarde, el Antiguo Ayuntamiento sufrió muchas transformaciones y mejoras, a saber, una reconstrucción de estilo renacentista en 1599 tras los daños causados por un terremoto, una remodelación barroca de la torre tras un incendio en el siglo XVIII y la adición de un ala neogótica/renacentista construida en 1912.

### Uso
El edificio se utilizó como ayuntamiento desde el siglo XV hasta finales del XIX. Sin embargo, en algunos momentos de ese periodo también sirvió para otros fines, como albergar una prisión y una ceca, y ser lugar de comercio y celebraciones. También se utilizó como depósito del arsenal de la ciudad y como archivo municipal.
Hoy alberga el Museo de la Ciudad de Bratislava, que muestra exposiciones de la historia de Pressburg. Los elementos expuestos incluyen instrumentos de tortura, las mazmorras del casco antiguo, armas y armaduras antiguas, pinturas y miniaturas. Una de sus curiosidades es una bala de cañón incrustada en el muro de la torre, disparada por los soldados de Napoleón en 1809 durante el bombardeo de la ciudad desde Petržalka. Durante el verano su patio acoge conciertos. El ático del Palacio Apponyi se utiliza como depósito de estudio de vidrio y cerámica.
Se puede acceder a la parte superior de la torre como parte de la exposición del Museo de la Ciudad de Bratislava.
|          |          |         |         |
| Noroeste | Suroeste | Sureste | Noreste |

Ofrece una vista del casco antiguo de la ciudad.

## Estado actual
A pesar de algunos esfuerzos de reconstrucción, la estructura necesita renovar algunas partes exteriores.

## Galería

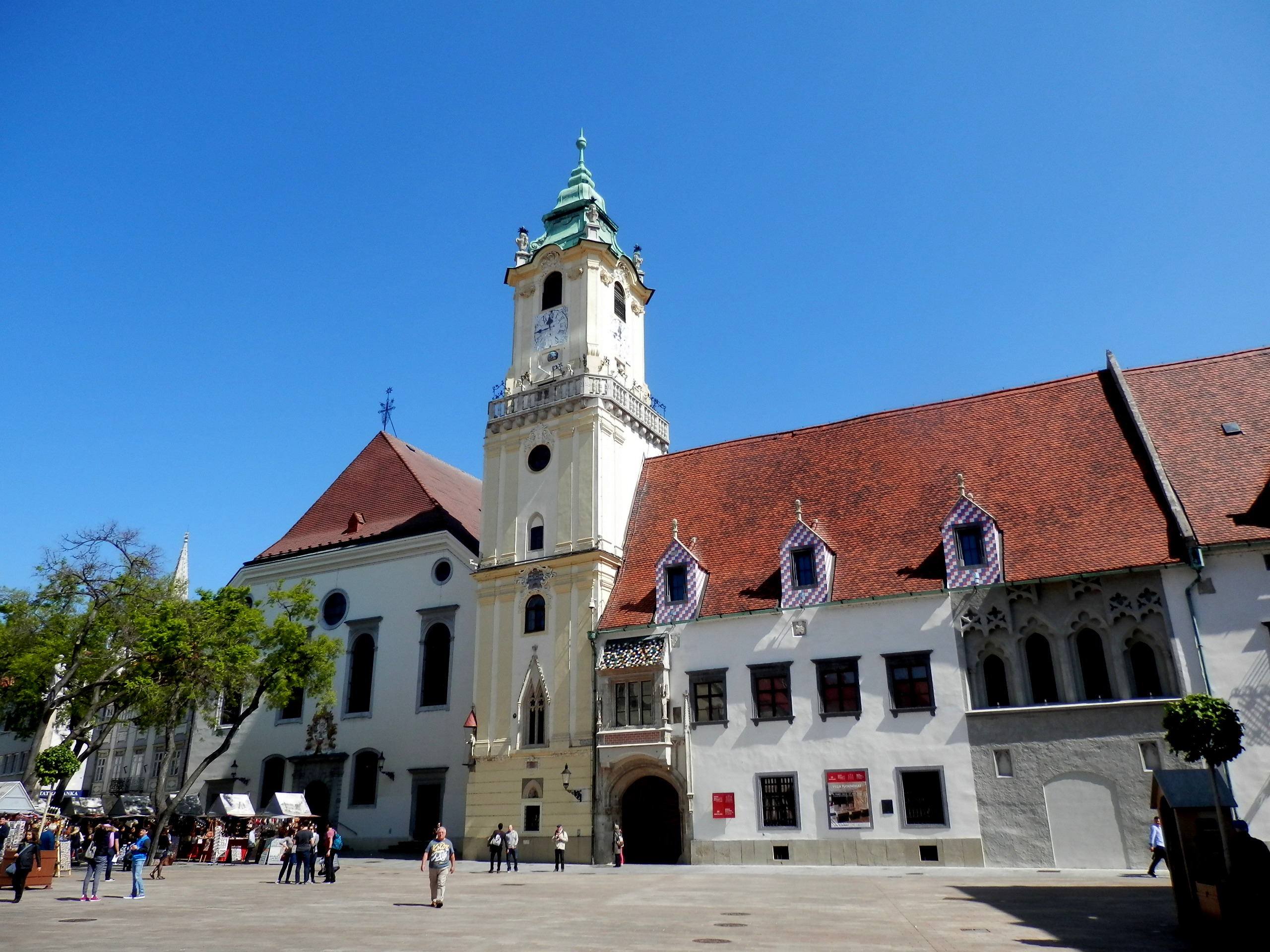
Antiguo Ayuntamiento de Bratislava
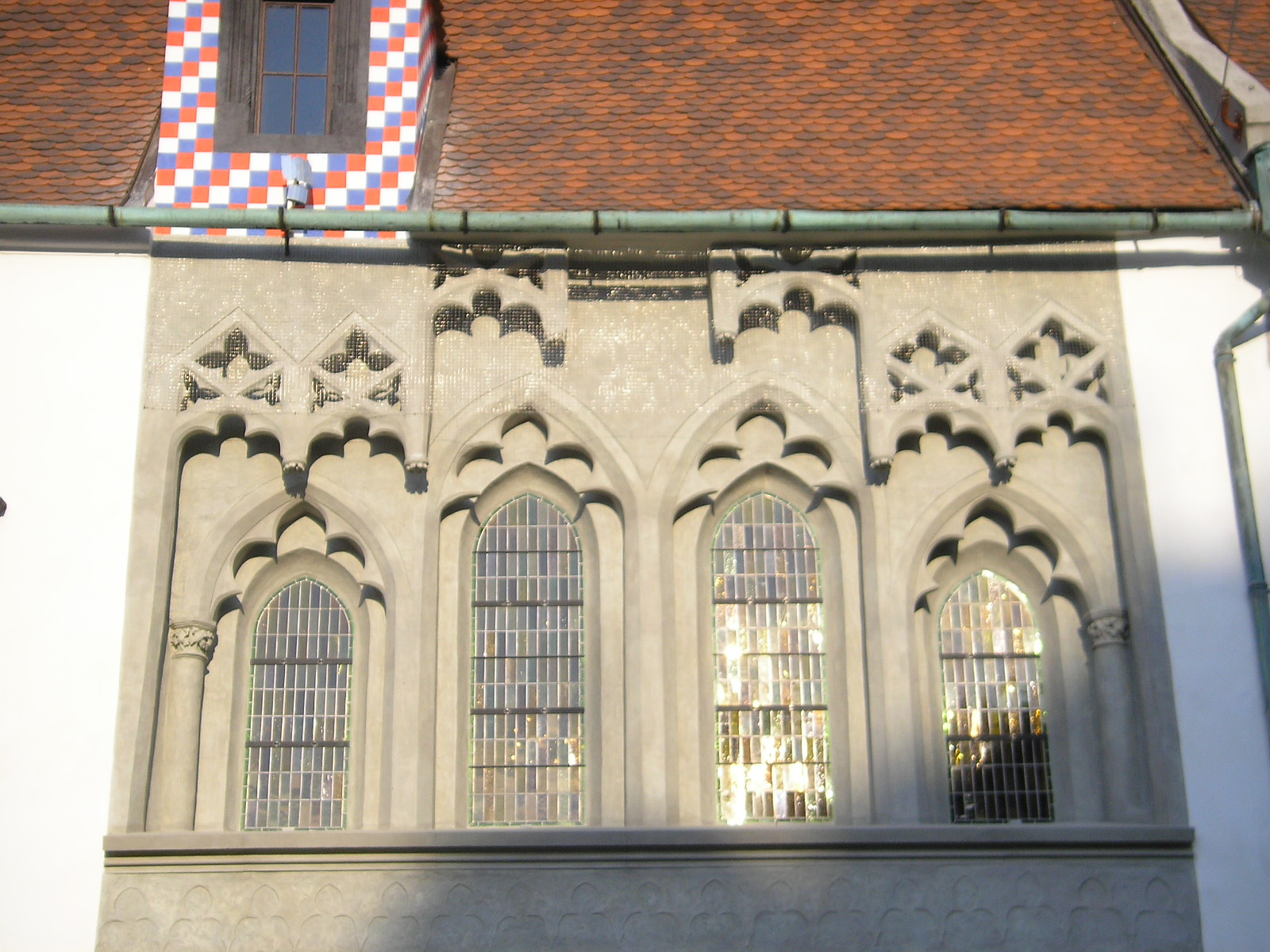
Detalle del edificio
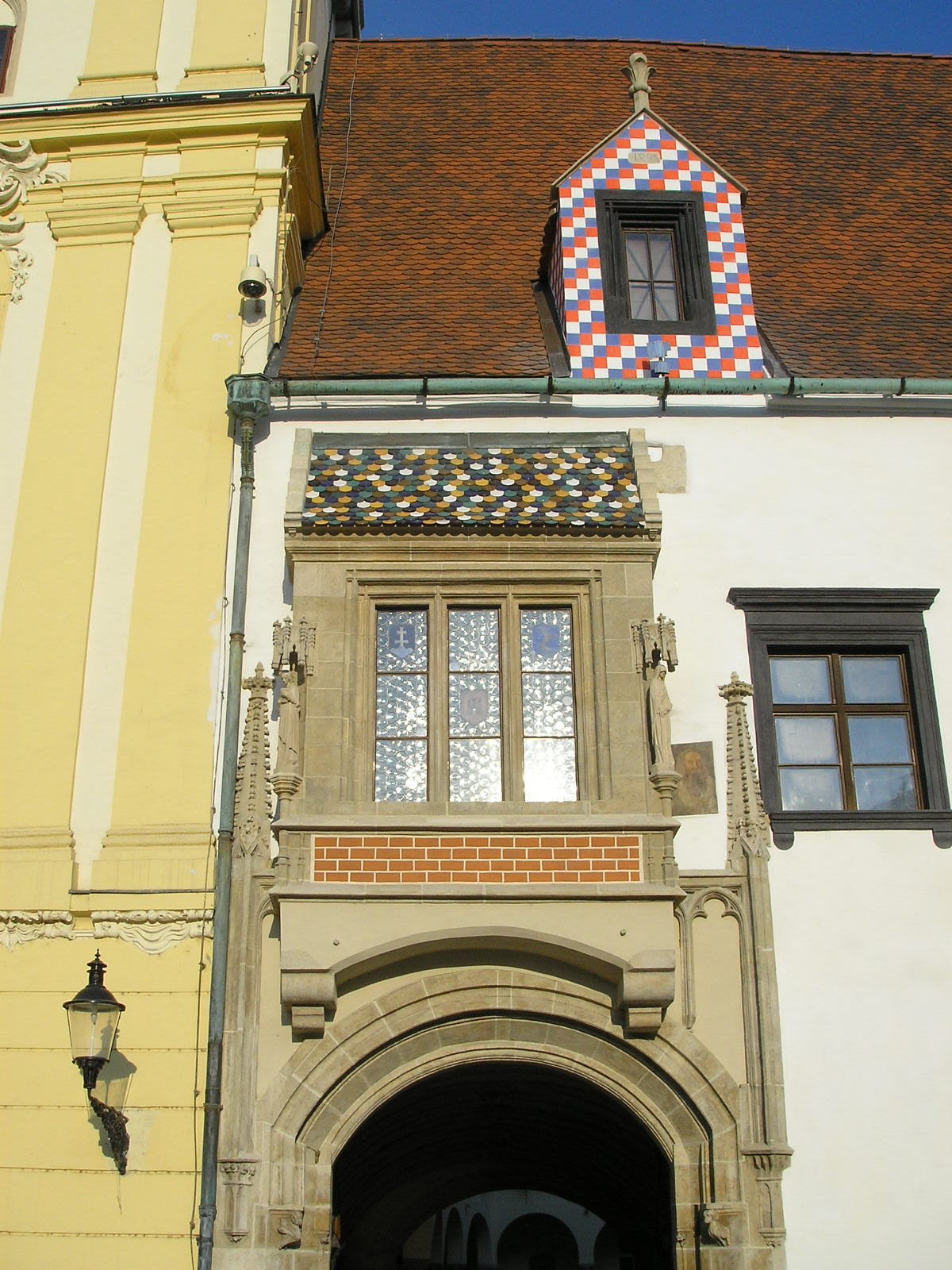
Detalle del edificio
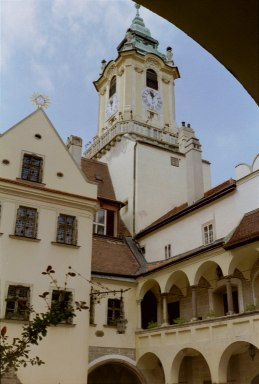
Vista desde el patio
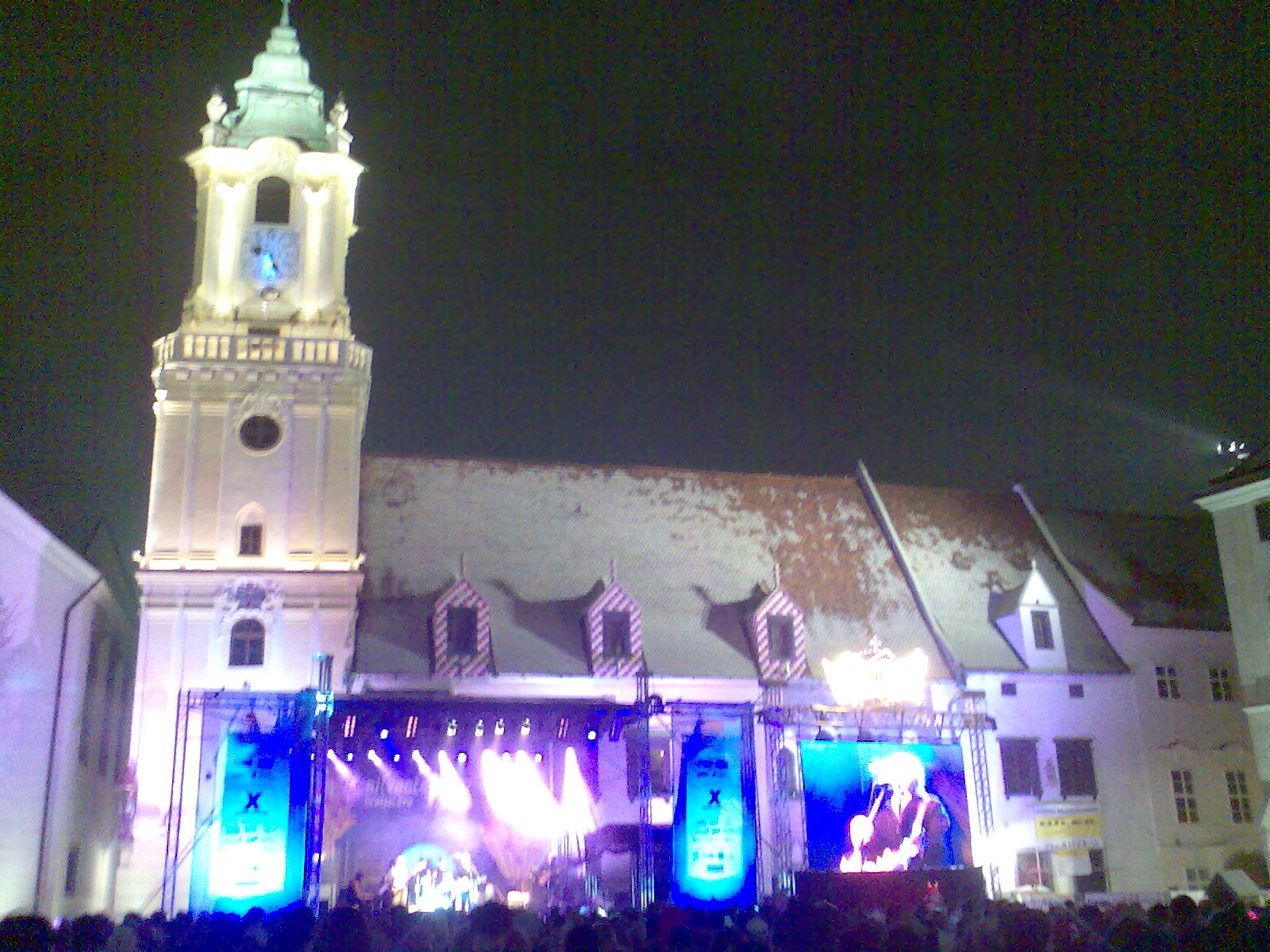
Concierto frente al Ayuntamiento Viejo